# (32198) 2000 OK1
2000 OK1 (asteroide 32198) é um asteroide da cintura principal. Possui uma excentricidade de 0.06985790 e uma inclinação de 9.33230º.
Este asteroide foi descoberto no dia 24 de julho de 2000 por Spacewatch em Kitt Peak.